# Gökçeler, Gölpazarı
Gökçeler là một xã thuộc huyện Gölpazarı, tỉnh Bilecik, Thổ Nhĩ Kỳ. Dân số thời điểm năm 2011 là 120 người.